# チョ・チュンヒョン
チョ・チュンヒョン（ハングル表記：조충현、1982年10月31日 - ）は、大韓民国の元アナウンサー。中央大学校行政学科を卒業し、2011年から2018年まで韓国放送公社 (KBS) 所属のアナウンサーとして活動した。『영화가 좋다』（仮訳：映画が良い）や『生き生き情報通』（생생정보통）、『1대100』など多くの番組で司会を務めた。同期に入局したKBSアナウンサーのキム・ミンジョンと2016年9月に結婚した。2020年に大韓赤十字社の献血広報大使を務めた。